# لوسيان ليستير إينسورث
لوسيان ليستير إينسورث هو محامي وسياسي أمريكي، ولد في 21 يونيو 1831 في New Woodstock, New York ‏ في الولايات المتحدة، وتوفي في 19 أبريل 1902 في ويست يونيون في الولايات المتحدة. نشط حزبياً في الحزب الديمقراطي. وقد انتخب عضو مجلس ولاية آيوا ‏ وانتخب عضو مجلس نواب ولاية آيوا ‏ وانتخب عضو مجلس النواب الأمريكي ‏.